# International Sailing Schools Association
ISSA (Międzynarodowe Stowarzyszenie Szkół Żeglarskich, ang. International Sailing Schools Association) - międzynarodowa organizacja zrzeszająca kilkaset szkół żeglarskich z całego świata, założona w 1969. Stowarzyszenie powstało w wyniku wspólnej inicjatywy środowisk żeglarskich Francji, Polski, Włoch, Szwajcarii i Wielkiej Brytanii.

## Certyfikaty żeglarskie ISSA
ISSA opracowała własny system certyfikatów kompetencji.

### Yacht crew (załogant jachtu)
Posiadacz tego certyfikatu otrzymał podstawowe szkolenie w zakresie bezpieczeństwa i eksploatacji jachtu z silnikiem pomocniczym.

### Inland skipper (żeglarz jachtowy)
Posiadacz tego certyfikatu ma odpowiednią wiedzę i umiejętności, aby samodzielnie prowadzić jacht żaglowy z silnikiem pomocniczym na wodach śródlądowych w celach rekreacyjnych.

### Inshore skipper
Posiadacz tego certyfikatu ma odpowiednią wiedzę i umiejętności do prowadzenia jachtu z silnikiem pomocniczym do 20 mil morskich od przystani, o długości całkowitej kadłuba do 24 m i pojemności rejestrowej do 20, wyłącznie w celach rekreacyjnych.

### Offshore skipper
Posiadacz tego certyfikatu ma odpowiednią wiedzę i umiejętności do prowadzenia jachtu z silnikiem pomocniczym do 80 mil morskich od przystani, o długości całkowitej kadłuba do 24 m i pojemności rejestrowej do 50, wyłącznie w celach rekreacyjnych.

### Master of sailing yacht (stopień skippera zawodowego)
Jest to certyfikat potwierdzający umiejętności żeglarskie na poziomie zawodowym. Osoba taka powinna świetnie radzić sobie między innymi z obsługą jachtu, nawigacją, manewrami, świetnie znać przepisy. Ważnym aspektem są tu również kwestie interpersonalne, radzenie sobie z ludźmi.

## Certyfikaty motorowodne ISSA[4]

### Power boat yacht crew
Posiadacz tego certyfikatu otrzymał podstawowe szkolenie w zakresie bezpieczeństwa i eksploatacji łodzi motorowej.

### Inland power yacht skipper (sternik motorowodny)
Od uczestników szkolenia nie jest wymagane żadne wcześniejsze doświadczenie w żegludze. Osoba po tym szkoleniu jest zdolna do samodzielnego prowadzenia łodzi motorowej w żegludze rekreacyjnej po wodach śródlądowych i do 2 Mm od brzegu po wodach morskich oraz do holowania narciarza wodnego i pływających sprzętów rekreacyjnych za ww. jednostkami pływającymi. Jest to szkolenie, którego zakres obejmuje prowadzenie skuterów wodnych bez ograniczenia mocy. Szkolenie obejmuje część teoretyczna i praktyczną prowadzoną na łodzi motorowej mogącej płynąć w ślizgu.

### Inshore power yacht skipper (starszy sternik motorowodny)
Szkolenie przeznaczone dla osób, którym żegluga śródlądowa i przybrzeżna nie wystarcza, dla tych którzy są gotowi poświęcić kilka dni na przyswojenie wiedzy dotyczącej żeglugi na morzu – zarówno w teorii jak i w praktyce. Na wstępie do tego szkolenia są wymagane umiejętności z zakresu ISSA Inland Power Yacht Skipper oraz ukończony 18 rok życia.
Po szkoleniu kursant jest zdolny do samodzielnego prowadzenia w żegludze rekreacyjnej jachtów motorowych:
- a) na śródlądziu bez ograniczeń
- b) na morzach zamkniętych bez ograniczeń
- c) na morzach otwartych i oceanach w pasie 20 Mm od brzegu z wyłączeniem wód pływowych

Szkolenie składa się z części teoretycznej i praktycznej. Szkolenie praktyczne odbywa się na jachcie motorowym, na akwenie morskim.

### Offshore power yacht skipper (morski sternik motorowodny)
Jest to certyfikat dla osób doświadczonych w żegludze morskiej, które mają na swoim koncie zarówno żeglugę na wodach pływowych jak i samodzielne prowadzenie jachtów morskich. Od uczestników szkolenia wymagane jest ukończenie 18 roku życia, posiadanie certyfikatów: Inshore Power Yacht Skipper (lub odpowiadającego programem wydanego przez inną organizację), SRC, pierwsza pomoc, safety training.
Posiadacz tego certyfikatu jest zdolny do samodzielnego prowadzenia w żegludze rekreacyjnej jachtów motorowych bez ograniczeń. Szkolenie obejmuje wyłącznie część teoretyczną w formie wykładów i warsztatów-ćwiczeń oraz weryfikację stażu.

### Master of power yacht
Jest to certyfikat potwierdzający umiejętności żeglarskie na poziomie zawodowym. Osoba taka powinna świetnie radzić sobie między innymi z obsługą łodzi, nawigacją, manewrami, świetnie znać przepisy.

## Uznawanie certyfikatów ISSA
Dokumenty wydawane przez ISSA nie są patentami dającymi formalne uprawnienia do prowadzenia określonych rodzajów jednostek, ale certyfikatami poświadczającymi posiadanie stosownych umiejętności. W państwach, w których obowiązuje posiadanie patentu, nie zastępują go. Tam, gdzie patenty nie są wymagane, certyfikaty ISSA są uznawane i wymagane przez konkretnych armatorów czarterujących jachty, np. w Grecji. Dokumenty ISSA są wydawane zgodnie z przepisami obowiązującymi w Wielkiej Brytanii, a od 1 stycznia 2021 roku również na terenie UE, zgodnie z przepisami Republiki Cypru. Nie posiadają uznania Maritime Coastguard Agency (MCA), gdyż certyfikuje ona szkolenia zawodowe, a nie rekreacyjne. Zgodnie z koncepcją certyfikatów ISSA, w rozpoznawalny na arenie międzynarodowej sposób poświadczając kwalifikacje ich posiadacza, mają one ułatwiać bezpieczne korzystanie ze sprzętu rekreacyjnego, jednak zawsze przepisy i normy danego kraju, z którymi należy zapoznać się przed podróżą, mają pierwszeństwo przed standardami ISSA.